# 吴加芳
吴加芳，中国四川省绵竹市兴隆镇广平村人，2008年5.12汶川大地震时把已经死亡的妻子石华琼固定在自己的背上，用摩托车载亡妻回家，背着妻子刚走了一段路，发现妻子的头有点歪。他停下摩托，转身去扶正妻子的头。这时，两外国记者碰巧遇见他们，把这一幕用相机拍了下来。后来这张名为“给妻子最后的尊严”的照片迅速被转载，并且引起巨大影响，中央电视台也以吴加芳做了公益宣传片。甚至有网友将其称为“地震中最有情义的丈夫”。
2008年11月18日，吴加芳和在深圳打工的刘如蓉相处了9天后在绵竹市民政局登记结婚。
2009年2月，成都电视台《真相30分》报道，吴加芳因为家庭矛盾不赡养年老多病的父亲。